# Gabinet Tony’ego Abbotta
Gabinet Tony’ego Abbotta (ang. Abbott Ministry) – sześćdziesiąty dziewiąty gabinet federalny Australii, urzędujący od 18 września 2013 do 15 września 2015. Był tworzony przez blok polityczny określany jako Koalicja, którego dwoma najważniejszymi członkami są Liberalna Partia Australii (LPA) i Narodowa Partia Australii (NPA).

## Okoliczności powstania
Powstanie gabinetu było konsekwencją przeprowadzonych 7 września 2013 wyborów federalnych, w których rządząca od dwóch kadencji Australijska Partia Pracy pod wodzą premiera Kevina Rudda zdecydowanie uległa Koalicji, której przewodził federalny lider opozycji Tony Abbott. Jako nowy lider większości w Izbie Reprezentantów Abbott automatycznie otrzymał prawo do utworzenia nowego gabinetu. 17 września Abbott podał pełną listę swoich ministrów, zaś następnego dnia gubernator generalny Australii, Quentin Bryce, odebrała od całego gabinetu przysięgę, co formalnie zapoczątkowało jego działalność.

## Okoliczności dymisji
14 września 2015 minister komunikacji i zarazem poprzednik premiera Abbotta na stanowisku lidera LPA, Malcolm Turnbull, podał się do dymisji i złożył wniosek o nadzwyczajne wybory lidera partii (prawo do obsadzania tego stanowiska ma federalny klub parlamentarny LPA). W przeprowadzonym jeszcze tego samego dnia głosowania Turnbull pokonał Abbotta stosunkiem głosów 54:44. Zmiana lidera głównej partii koalicji rządzącej automatycznie oznaczała zmianę szefa rządu, co formalnie nastąpiło 15 września 2015. Następnie Turnbull powołał swój gabinet.

## Skład
| stanowisko                                                             | osoba            | partia | od               | do               |
| ---------------------------------------------------------------------- | ---------------- | ------ | ---------------- | ---------------- |
| premier                                                                | Tony Abbott      | LPA    | 18 września 2013 | 15 września 2015 |
| wicepremier                                                            | Warren Truss     | NPA    | 18 września 2013 | 15 września 2015 |
| minister infrastruktury i rozwoju regionalnego                         | Warren Truss     | NPA    | 18 września 2013 | 15 września 2015 |
| minister spraw zagranicznych                                           | Julie Bishop     | LPA    | 18 września 2013 | 15 września 2015 |
| minister zatrudnienia                                                  | Eric Abetz       | LPA    | 18 września 2013 | 15 września 2015 |
| minister wspierający premiera w sprawach służby cywilnej               | Eriz Abetz       | LPA    | 18 września 2013 | 15 września 2015 |
| prokurator generalny                                                   | George Brandis   | LPA    | 18 września 2013 | 15 września 2015 |
| minister sztuki                                                        | George Brandis   | LPA    | 18 września 2013 | 15 września 2015 |
| wiceprzewodniczący Federalnej Rady Wykonawczej                         | George Brandis   | LPA    | 18 września 2013 | 15 września 2015 |
| minister skarbu                                                        | Joe Hockey       | LPA    | 18 września 2013 | 15 września 2015 |
| minister rolnictwa                                                     | Barnaby Joyce    | NPA    | 18 września 2013 | 15 września 2015 |
| minister edukacji (od 23 grudnia 2014 minister edukacji i kształcenia) | Christopher Pyne | LPA    | 18 września 2013 | 15 września 2015 |
| minister ds. ludności rdzennej                                         | Nigel Scullion   | NPA    | 18 września 2013 | 15 września 2015 |
| minister przemysłu (od 23 grudnia 2014 minister przemysłu i nauki)     | Ian Macfarlane   | LPA    | 18 września 2013 | 15 września 2015 |
| minister służb społecznych                                             | Kevin Andrews    | LPA    | 18 września 2013 | 23 grudnia 2014  |
| minister służb społecznych                                             | Scott Morrison   | LPA    | 23 grudnia 2014  | 15 września 2015 |
| minister komunikacji                                                   | Malcolm Turnbull | LPA    | 18 września 2013 | 15 września 2015 |
| minister zdrowia                                                       | Peter Dutton     | LPA    | 18 września 2013 | 23 grudnia 2014  |
| minister zdrowia                                                       | Sussan Ley       | LPA    | 23 grudnia 2014  | 15 września 2015 |
| minister sportu                                                        | Peter Dutton     | LPA    | 18 września 2013 | 23 grudnia 2014  |
| minister sportu                                                        | Sussan Ley       | LPA    | 23 grudnia 2014  | 15 września 2015 |
| minister małych przedsiębiorstw                                        | Bruce Billson    | LPA    | 18 września 2013 | 15 września 2015 |
| minister handlu i inwestycji                                           | Andrew Robb      | LPA    | 18 września 2013 | 15 września 2015 |
| minister obrony                                                        | David Johnston   | LPA    | 18 września 2013 | 23 grudnia 2014  |
| minister obrony                                                        | Kevin Andrews    | LPA    | 23 grudnia 2014  | 15 września 2015 |
| minister środowiska                                                    | Greg Hunt        | LPA    | 18 września 2013 | 15 września 2015 |
| minister imigracji i ochrony granic                                    | Scott Morrison   | LPA    | 18 września 2013 | 23 grudnia 2014  |
| minister imigracji i ochrony granic                                    | Peter Dutton     | LPA    | 23 grudnia 2014  | 15 września 2015 |
| minister finansów                                                      | Mathias Cormann  | LPA    | 18 września 2013 | 15 września 2015 |